# Bęsia
Bęsia (deutsch Bansen) ist ein Ort in der polnischen Woiwodschaft Ermland-Masuren. Er gehört zur Gmina Kolno (Landgemeinde Groß Köllen) im Powiat Olsztyński (Kreis Allenstein).

## Geographische Lage
Bęsia liegt am Nordufer des Jezioro Bęskie (deutsch Banser See) in der nördlichen Mitte der Woiwodschaft Ermland-Masuren, 15 Kilometer südwestlich der früheren Kreisstadt Rößel (polnisch Reszel) bzw. 38 Kilometer nordöstlich der heutigen Kreismetropole und auch Woiwodschaftshauptstadt Olsztyn (deutsch Allenstein).

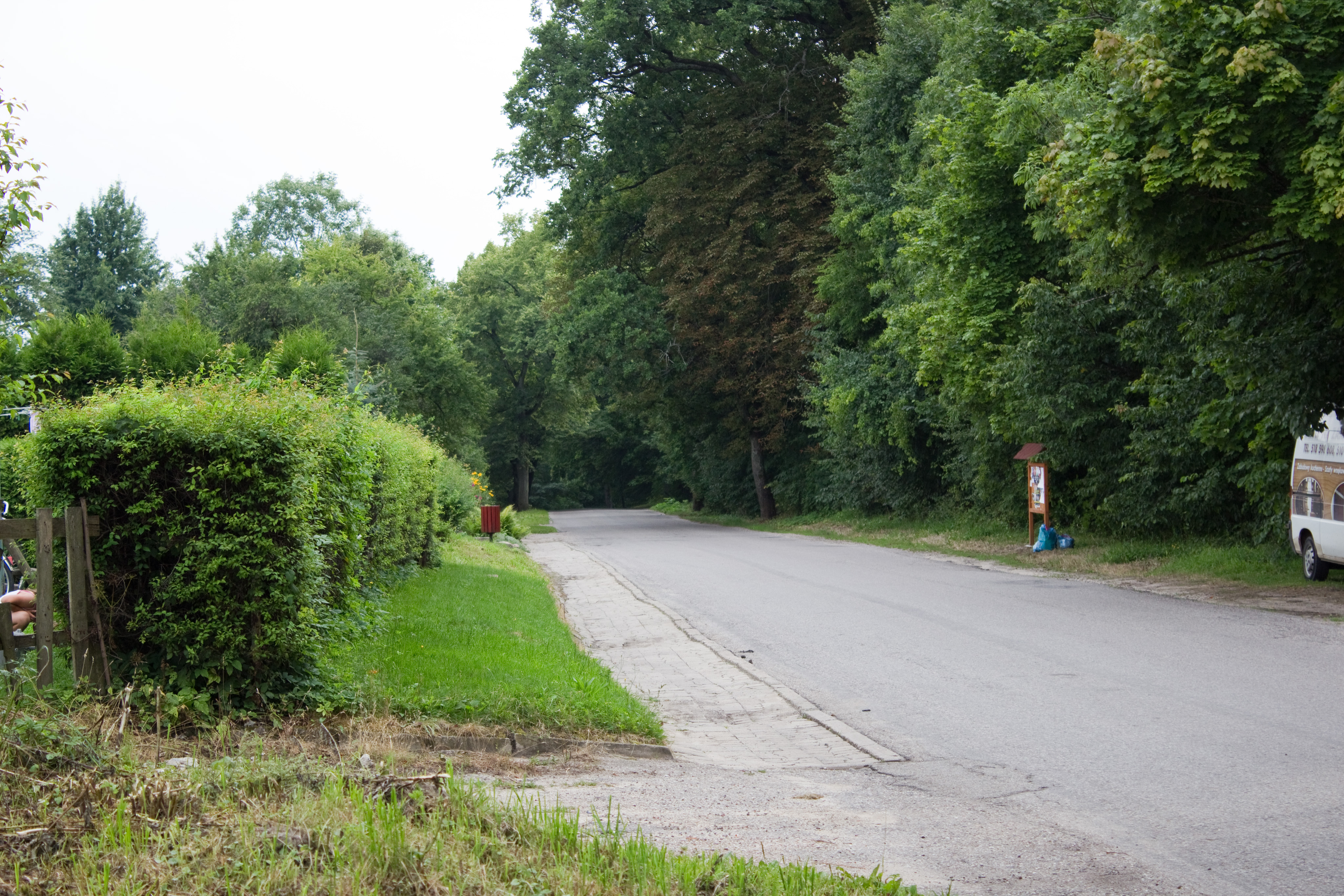
Dorfstraße in Bęsia

## Geschichte

### Ortsgeschichte
Unter Bischof Heinrich III. Sorbom wurde Bansen im Jahre 1389 gegründet. Lokator war damals Nikolaus Lengemann, und seinen Namen verdankt der Ort wohl dem südlich gelegenen See. In der Folgezeit erhielt das Dorf einen Krug und eine Mühle.

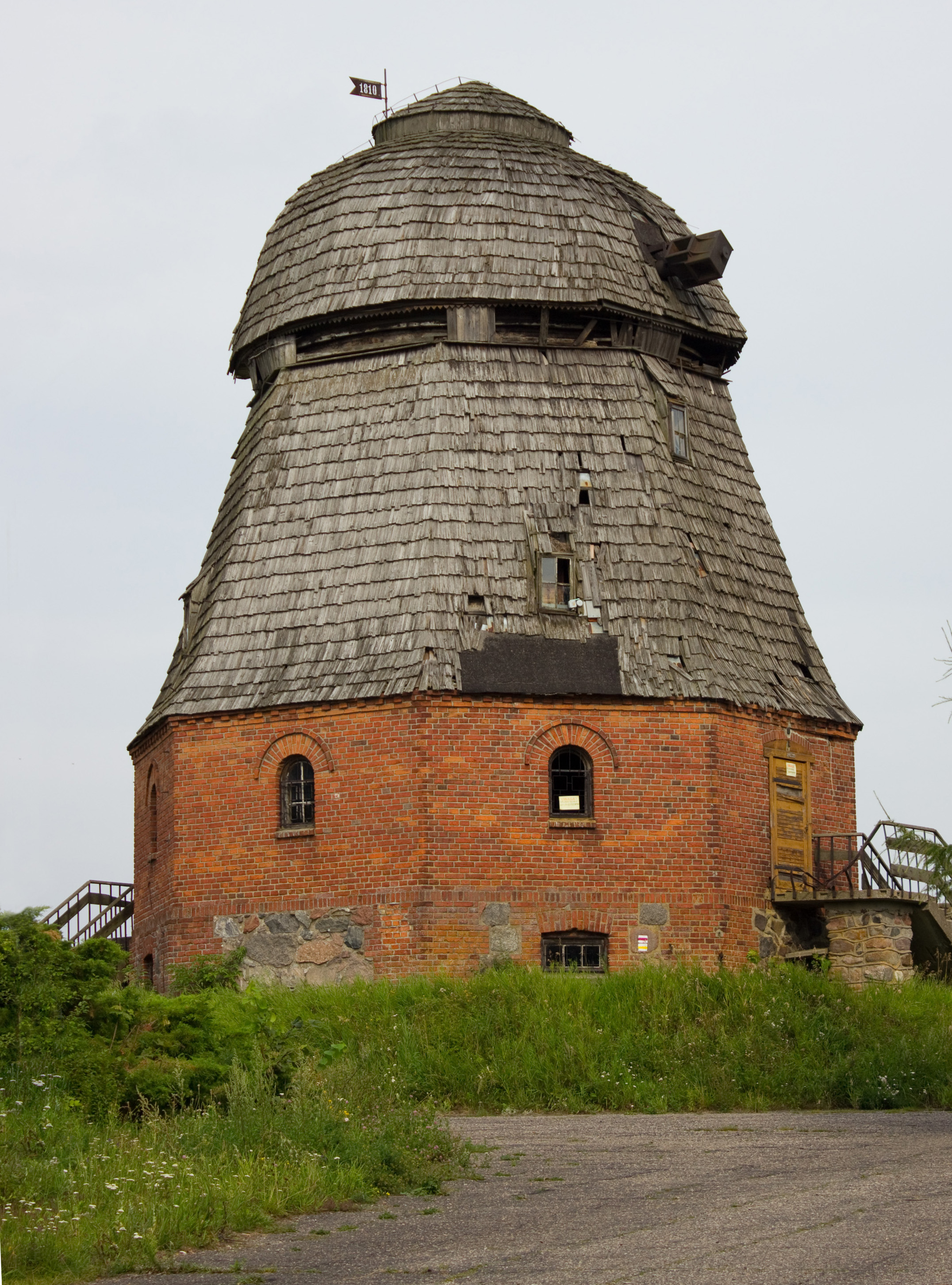
Holländer-Windmühle von 1810

Im 15. und 16. Jahrhundert erlebte der Ort mannigfache Verwüstungen. Erst unter dem Eigentümer Burggraf Christoph Wandkow erweiterte er sich zum Gut, dessen Besitzer dann allerdings mehrfach wechselten. Immerhin entwickelte es sich zum einst größten Rittergut des Ermlands.
Im Jahre 1785 wurde Bansen als adliges Gut und Vorwerk mit 17 Feuerstellen erwähnt, im Jahre 1820 als adliges Gut mit 24 Feuerstellen bei 177 Einwohnern.
Am 9. Juli 1874 wurde Bansen Amtsdorf und damit namensgebend für einen Amtsbezirk im ostpreußischen Kreis Rößel.
Zu Bansen gehörten neben Neusorge (polnisch Kłopotowo) die Vorwerke Ottenburg (polnisch Wólka) und Gemirren (kein polnischer Name bekannt). Die letzten beiden wurden am 18. März 1908 aus dem Gutsbezirk Bansen herausgelöst und zu einem neuen Gutsbezirk namens Ottenburg zusammengefügt. Die Einwohnerzahl Bansens belief sich im Jahre 1910 auf 258.
Am 30. September 1928 der Gutsbezirk Bansen in die benachbarte Landgemeinde Bodzianowo (1930 bis 1945 Buchental, polnisch Bocianowo) eingegliedert und zeitgleich die Landgemeinde Bodzianowo in „Landgemeinde Bansen“ umbenannt. Diese „neue“ Landgemeinde Bansen wurde in den Amtsbezirk Kabienen (polnisch Kabiny) umgegliedert und der Amtsbezirk Bansen aufgelöst. In die Landgemeinde Bansen waren jetzt die Ortschaften Bodzianowo, Neusorge und Ottenburg eingegliedert. Die Einwohnerzahl Bansens belief sich 1933 auf 247 und 1939 auf 244.
Als 1945 in Kriegsfolge das gesamte südliche Ostpreußen an Polen fiel, erhielt Bansen sie polnische Namensform „Bęsia“. Heute ist der Ort ein Teil der Landgemeinde Kolno (Groß Köllen) im Powiat Olsztyński (Kreis Allenstein), von 1975 bis 1998 der Woiwodschaft Olsztyn und seither der Woiwodschaft Ermland-Masuren zugehörig.

### Amtsbezirk Bansen (1874–1928)
Zum Amtsbezirk Bansen gehörten:
| Deutscher Name     | Polnischer Name | Anmerkungen                                              |
| ------------------ | --------------- | -------------------------------------------------------- |
| Bansen             | Bęsia           | 1928 nach Bodzianowo im Amtsbezirk Kabienen eingemeindet |
| ab 1908: Ottenburg | Wólka           | 1928 nach Bansen eingegliedert                           |

1928 wurde das Dorf Bansen in den Amtsbezirk Kabienen umgegliedert und der Amtsbezirk Bansen aufgelöst.

## Schloss Bansen

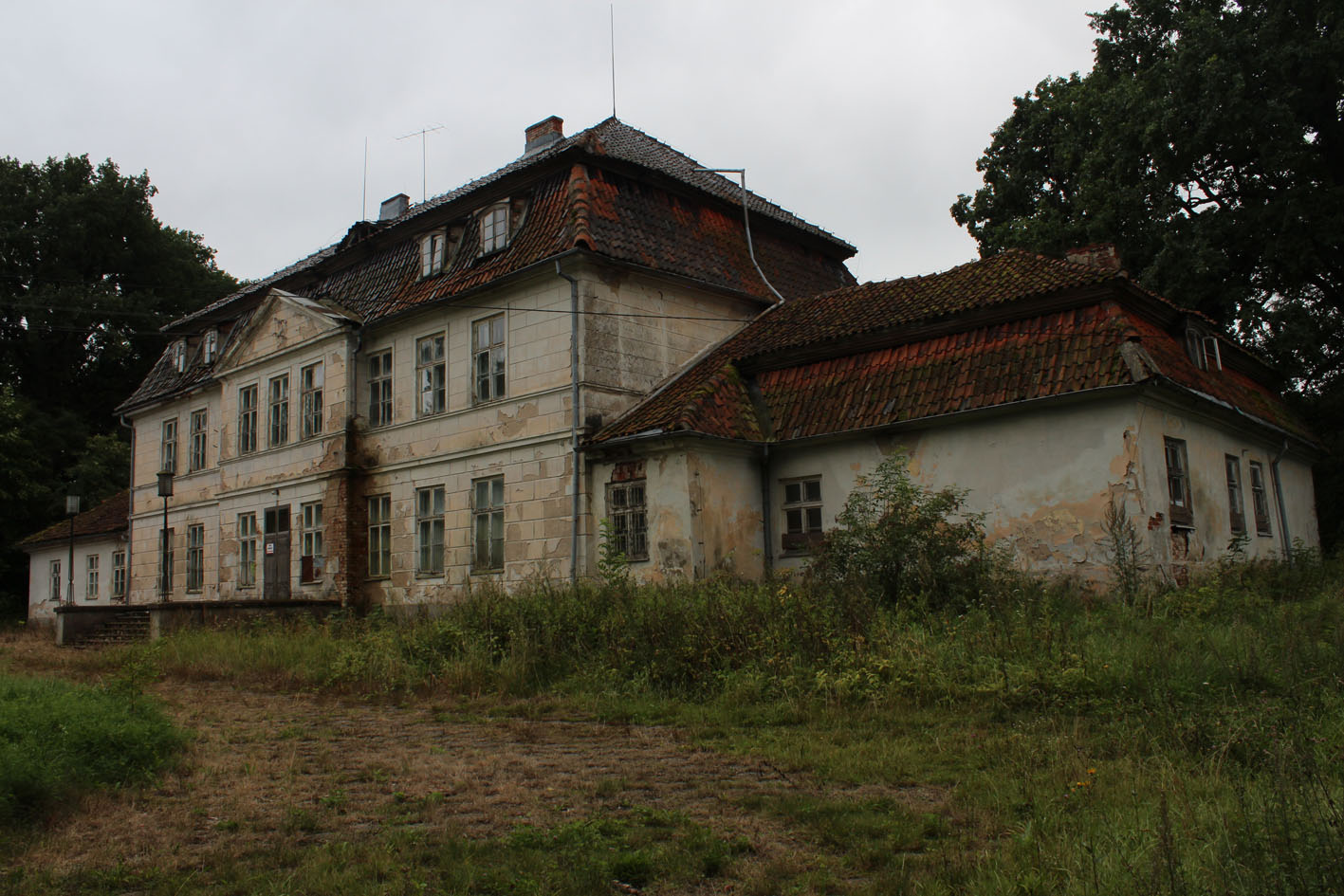
Ehemaliges Gutshaus / Schloss Bansen

Das barocke Herrenhaus Schloss Bansen entstand um 1720 bis 1730. Anfang des 19. Jahrhunderts wurden Anbauten vorgenommen. Der Gutsbetrieb hatte zuletzt eine Größe von 1.000 Hektar.
Im Innern des Hauses gibt es noch die repräsentative Eingangshalle und den Gartensalon. Auch einige Öfen, darunter ein klassizistischer Rundofen, haben sich erhalten.
Der sieben Hektar große Park war 1868 von Johann Larass angelegt worden. Man trifft heute noch auf jahrhundertealte Eichen (darunter zwei besonders prachtvolle Exemplare auf der Gartenseite), Buchen, Hainbuchen und Lärchen.
Die ehemalige Gutsanlage wurde in den 1970er Jahren renoviert und bis 1991 als Staatsgut genutzt. Gleichzeitig war es ein von hochrangigen Politikern gern aufgesuchtes Versuchsgut. Seit 1997 befindet es sich in Privatbesitz und verfällt zusehends.
In der Nähe des Gutseinfahrt steht eine halbwegs erhaltene, schindelgedeckte Windmühle Holländer Bauart aus Ziegelsteinen auf Feldsteinsockel.

## Kirche
Bansen war nur im 14., 15. und 16. Jahrhundert ein Kirchdorf. Während der Reiterkriegs 1519 bis 1521 wurde die Kirche zerstört und nicht wieder aufgebaut.
Bansen gehörte bis 1945 zur evangelischen Kirche Bischofsburg (polnisch Biskupiec) in der Kirchenprovinz Ostpreußen der Kirche der Altpreußischen Union, außerdem zur römisch-katholischen Kirche Groß Köllen (polnisch Kolno) im damaligen Bistum Ermland.
Die damalige kirchliche Ortszugehörigkeit besteht auch heute noch: zur evangelischen Kapellengemeinde Biskupiec, jetzt eine Filialgemeinde von Sorkwity (Sorquitten) in der Diözese Masuren der Evangelisch-Augsburgischen Kirche in Polen sowie zur katholischen Drei-Königs-Kirche in Kolno, die jetzt dem Erzbistum Ermland zugehört. Die dortige Pfarrei versorgt Bęsia als Messstation.

## Verkehr
Bęsia liegt an der verkehrsreichen Woiwodschaftsstraße 596, die die Städte Reszel (Rößel) und Biskupiec (Bischofsburg) miteinander verbindet. Eine von Sątopy (Santoppen) über Kolno kommende Nebenstraße endet in Bęsias Ortschaft Kłopotowo (Neusorge).
Die nächste Bahnstation ist Górowo (Bergenthal). Sie besteht seit 1871 und liegt an der Posen–Toruń–Korsze, die heute aber nicht mehr bis nach Nordostpreußen in die russische Oblast Kaliningrad (Gebiet Königsberg (Preußen)) bis nach Tschernjachowsk (Insterburg) führt.